# Charles Johnson
Charles Johnson (ur. 15 czerwca 1936 w Grantsville, zm. 7 stycznia 2024) – amerykański urzędnik państwowy. W 2009 pełnił obowiązki Sekretarza Zdrowia Stanów Zjednoczonych do czasu wyboru nowego sekretarza, którym została Kathleen Sebelius.